# Teladoma astigmatica
Teladoma astigmatica är en fjärilsart som beskrevs av Edward Meyrick 1928. Teladoma astigmatica ingår i släktet Teladoma och familjen fransmalar. Inga underarter finns listade i Catalogue of Life.